# Kính ngữ tiếng Nhật
Tiếng Nhật có một hệ thống các hậu tố để diễn tả sự tôn kính và sự trang trọng khi gọi tên hoặc ám chỉ đến người khác, chẳng hạn như -san trong Yukino-san. Về mặt nguyên tắc, những kính ngữ này là trung tính, được sử dụng bình đẳng cho cả nam và nữ, mặc dù trong thực tế, một trong số chúng được sử dụng riêng cho nam hoặc nữ, ví dụ như -kun cơ bản được sử dụng cho nam, trong khi -chan thường được sử dụng cho nữ, và có thể được ghép với tên gọi hoặc họ, ví dụ như Sato-san, Fumito-kun, Miyuki-chan. Sử dụng kính ngữ cũng được dùng trong trường hợp đề cập đến một ai đó, nhưng trong vài trường hợp bị cắt giảm trong sử dụng hoặc không được sử dụng, xem cách dùng dưới đây.

## Kính ngữ thông dụng

### San
San (さん) (đôi khi phát âm là han (はん) trong phương ngữ vùng Kansai), có nguồn gốc từ -sama (xem bên dưới), là kính ngữ phổ biến nhất, và là một danh hiệu tôn trọng thường được sử dụng bình đẳng ở mọi lứa tuổi. Mặc dù tương tự những đại từ nhân xưng lịch sự như "Ông", "Bà", "Cô", "Anh", "Chị", san gần như có thể được ghép với tất cả các tên gọi, trong hoàn cảnh trang trọng lẫn thông tục. Tuy nhiên, ngoài việc được sử dụng với tên người, -san cũng được sử dụng trong nhiều cách thức khác.
San có thể được sử dụng kết hợp với các danh từ chỉ nơi làm việc, chẳng hạn, một người bán sách có thể được gọi là honya-san ("hiệu sách" + san), và một người bán hoa được gọi là hanaya-san ("cửa hàng hoa" + san).
San đôi khi được sử dụng với tên công ty. Ví dụ, văn phòng hoặc đại lý của một công ty có tên là Mitsubishi có thể được gọi là "Mitsubishi-san" bởi một công ty gần đó. Cách sử dụng này có thể được nhìn thấy trên bản đồ nhỏ của điện thoại và thẻ tín dụng ở Nhật Bản, có các tên của những công ty xung quanh được viết bằng san.
San cũng có thể được ghép với tên của động vật hoặc thậm chí với đối tượng vô tri vô giác. Ví dụ, một chú thỏ nuôi có thể được gọi usagi-san, và cá được sử dụng để nấu ăn có thể được gọi là sakana-san. Việc sử dụng như thế thường được xem là trò trẻ con và thường tránh dùng trong những bài phát biểu trang trọng. Thậm chí một người đàn ông có thể gọi vợ mình bằng san và ngược lại.
Trên internet, những thiếu niên Nhật Bản và những người trò chuyện với nhau qua mạng bằng tiếng Nhật thường gắn thêm chữ số 3 sau tên của một người khác để biểu thị hậu tố san (ví dụ Asahina3 để chỉ đến Asahina-san), số ba 三 (さん, san) trong tiếng Nhật được phát âm là "san".

### Chan
Chan (ちゃん) là một hậu tố nhẹ, thể hiện người nói đang gọi một người mà mình quý mến. Thông thường, chan được sử dụng cho trẻ sơ sinh, nhi đồng, ông bà và thanh thiếu niên. Nó cũng có thể được sử dụng với động vật dễ thương, người yêu, bạn thân, bất kỳ bé gái nào, hoặc giữa những người bạn. Sử dụng chan với tên của một người được kính trọng được xem là sự hạ cố và thô lỗ.
Mặc dù theo truyền thống, kính ngữ không được áp dụng cho chính bản thân, một số cô gái trẻ tuổi thể hiện tính cách trẻ con để chỉ về mình ở ngôi thứ ba, sử dụng chan (thật sự rất trẻ con vì nó cho thấy người dùng từ không học được cách phân biệt giữa các tên được sử dụng cho bản thân và tên được sử dụng bởi những người khác). Chẳng hạn, một cô gái trẻ tên Maruko có thể tự gọi mình là Maruko-chan hơn là sử dụng đại từ ngôi nhất. Ngoài ra, các tên nữ rất phổ biến với hậu tố -ko (~子) có thể được cắt giảm, như Maru-chan đối với ví dụ trên.

### Bō
Bō (坊【ぼう】 (Phường)) là một kính ngữ nhẹ với biểu hiện thân mật. Giống như "chan", nó được sử dụng cho em bé sơ sinh và trẻ nhỏ, nhưng độc quyền dành cho bé trai thay vì các bé gái.

### Kun
Kun (君【くん】 (Quân)) Trong số các kính ngữ của Nhật, "Kun" có thể là từ đáng được trân trọng nhất, từ "Kun" thường được gọi khi một bạn nữ có tình cảm định thổ lộ, đôi bạn thân với nhau và là một kính ngữ thể hiện sự tôn trọng giữa 2 người với nhau, "Kun" cũng được thêm vào khi gọi tên người mình muốn ...

### Sama
Sama (様 【さま】 (Dạng)) là một phiên bản của san với hình thức tôn trọng rất cao. Nó được sử dụng chủ yếu để chỉ đến những người có địa vị cao hơn nhiều so với chính mình, hoặc những vị khách, khách hàng, và đôi khi đối với những người mà bản thân rất ngưỡng mộ. Khi được sử dụng để chỉ chính mình, sama thể hiện sự kiêu ngạo ngã mạn một cách cực đoan (hoặc mỉa mai đến sự khiêm tốn bản thân).
Sama thường sử dụng sau tên của người nhận trên bưu thiếp, thư từ và email kinh doanh.
Sama cũng xuất hiện trong nhóm định từ như o-machidō sama ("cảm ơn bạn đã chờ").

### Senpai, kōhai và gakusei
Senpai (先輩 【せんぱい】 (Tiền bối)) được sử dụng để chỉ đến những người đồng sự thâm niên của một người trong một trường học, võ đường, hoặc câu lạc bộ thể thao. Tại một ngôi trường, những anh chị học sinh (gakusei) học lớp cao hơn bản thân mình thì được xem là senpai (bậc đàn anh). Giáo viên không phải là senpai. Học sinh cùng cấp hoặc thấp hơn cũng vậy, thay vào đó được gọi là kōhai hoặc gakusei. Trong một môi trường công việc, đồng nghiệp có kinh nghiệm hơn là senpai, nhưng ông chủ của họ không được xem là một senpai. Đối với tiến sĩ, bác sĩ, senpai có thể được sử dụng độc lập bởi chính nó cũng như đi kèm với tên. Do các quy tắc âm vị học trong ngôn ngữ Nhật Bản, mặc dù đánh vần là senpai, âm n chuyển sang âm m, do đó được phát âm là senpai.
Kōhai (後輩 【こうはい】 (Hậu bối)) mang tính chất đối lập với senpai, chỉ cấp dưới, không thường được sử dụng như một kính ngữ; kun được sử dụng cho chức năng này để thay thế.
Gakusei có nghĩa là học sinh và không thường được dùng làm kính ngữ.

### Sensei và hakase
Sensei (先生 【せんせい】 (Tiên sinh)) (nghĩa đen là "người sinh ra trước", "tiên sinh") được sử dụng để gọi hoặc đề cập đến giáo viên, bác sĩ, chính trị gia, luật sư, và nhiều nhân vật có thẩm quyền khác. Nó được sử dụng để biểu thị sự tôn trọng đối với những người đã thành tựu được một cấp độ nhất định trong chuyên môn của mình hoặc nghệ thuật, và cũng được áp dụng đối với nhà văn, nhà thơ, họa sĩ và các nghệ sĩ khác. Trong võ thuật Nhật Bản, sensei thường dùng để chỉ người đứng đầu võ đường. Tương tự với senpai, sensei có thể được sử dụng không chỉ là một hậu tố, mà còn là danh hiệu độc lập. Thuật ngữ này không thường được sử dụng khi gọi một người có chuyên môn học thuật rất cao, mà thay vào đó người ta dùng hakase (博士 【ハカセ】) (nghĩa "tiến sĩ" nhưng ý nghĩa thực chất gần hơn với "giáo sư").
Sensei cũng có thể được sử dụng để nịnh bợ, và nó cũng có thể được sử dụng để chế giễu mỉa mai sự xu nịnh như vậy. Các phương tiện truyền thông Nhật Bản dùng nó để làm nổi bật sự cuồng vọng đối với những người tự cho phép mình được gắn thuật ngữ này.

### Shi
Shi (氏 【し】 (Thị)) được sử dụng trong hình thức văn bản trang trọng, và đôi khi trong bài phát biểu chính thức, để đề cập đến một người không quen biết đối với người nói, thường là một người được biết đến thông qua các ấn phẩm mà người nói chưa bao giờ gặp mặt trực tiếp. Ví dụ, shi thường được thấy trong các bài viết tin tức. Nó được lựa chọn trong các văn bản pháp luật, tạp chí chuyên ngành, và một số phong cách khác bằng văn bản chính thức. Một khi tên của một người đã được sử dụng với shi, người có thể được gọi độc lập bằng shi, không kèm theo tên, miễn là chỉ có một người được đề cập đến.

## Danh hiệu khác

### Dono
Tono (殿 【との】 (Điện)), phát âm dono (どの), khi gắn với tên gọi, mang nghĩa là "chúa tể" hoặc "chủ công". Nó không đánh đồng với địa vị cao quý, và mức độ tôn kính nằm ở khoảng giữa -san và -sama. Danh hiệu này không thường được sử dụng trong đàm thoại giao tiếp, nhưng nó vẫn được sử dụng trong một số loại văn bản, thư từ kinh doanh, cũng như trên giấy chứng nhận và giải thưởng, và trong thư pháp trà đạo. Nó đã từng được sử dụng chỉ người đồng cấp của chủ thể, song vẫn tỏ sự kính trọng.
Khi xuất hiện trong những cuộc trò chuyện ngày nay, nó thường được sử dụng như một trò đùa thể hiện sự cường điệu về tuổi tác. Điều này cũng thường được sử dụng trong anime/manga, đặc biệt là bởi người nước ngoài, người già, và người có uy tín thấp, đặc biệt là trong anime/manga shōnen.

### No kimi
No kimi (の君) là hậu tố khác có trong lịch sử Nhật Bản. Nó được sử dụng để chỉ vương công và nữ quý tộc trong chốn cung đình, đặc biệt là trong thời kỳ Heian. Ví dụ nổi tiếng nhất là Hoàng tử Hikaru Genji, nhân vật chính của Truyện kể Genji người được gọi là "Hikaru no Kimi" (光 の 君). Ngày nay, hậu tố này có thể được sử dụng như là một phép ẩn dụ cho một người nào đó cư xử như một hoàng tử hay một công chúa thời cổ đại, nhưng trường hợp này rất hiếm. No kimi được sử dụng chủ yếu trong những vở kịch lịch sử.
Hậu tố này cũng xuất hiện khi gọi tên người mình yêu thích trong lá thư của một người đàn ông với một người nữ, như "Murasaki no kimi" hay "Murasaki tình yêu của anh".

### Ue
Ue (上 (Thượng)) có nghĩa là "bề trên", và biểu thị một mức độ tôn trọng cao. Trong khi việc sử dụng của nó không còn phổ biến, nó vẫn còn nhìn thấy trong cấu trúc như chichi-ue (父上 (Phụ thượng) Phụ thân đại nhân) và haha-ue (母上 (Mẫu thượng) Mẫu thân đại nhân), kính ngữ chỉ "cha" và "mẹ" tương ứng. Nó không yêu cầu gắn liền với tên, và thường được thêm thành ue-sama (các Shōgun Mạc phủ trước đây thường được gọi như vậy).

## Lối dùng thuận tai và chơi chữ

### Biển thể ở trẻ em
Một số kính ngữ có phiên bản trẻ em - phát âm sai khác từ gốc để chỉ đến trẻ nhỏ và những thứ dễ thương. Ví dụ, phiên bản trẻ em của sama là chama (ちゃま), và trong thực tế chan là một phiên bản trẻ em của san, sau đó trở thành một kính ngữ thông dụng.
Thậm chí có cả phiên bản trẻ em của những phiên bản trẻ em. Chan được chuyển thành tan (たん), và ít thấy hơn là chama (ちゃま) thành tama (たま). Chúng thường sử dụng cho các nhân vật hình mẫu kiểu moe như các nhân vật nữ dễ thương, và ít phổ biến hơn ở các nhân vật nam, đại diện cho một đối tượng, khái niệm, hoặc sản phẩm tiêu dùng phổ biến. Ví dụ gần nhất là Wikipe-tan, biểu tượng đại diện cho Wikipedia.

## Kính ngữ trong gia đình
Danh xưng cho các thành viên trong gia đình có hai hình thức khác nhau trong tiếng Nhật. Hình thức gián tiếp khi chủ thể nói đến một thành viên trong gia đình của mình khi nói chuyện với người bên ngoài, những danh từ mô tả mang tính trung lập được sử dụng, chẳng hạn như haha (母) cho "mẹ" và ani (兄) cho "anh trai". Hình thức trực tiếp khi chủ thể chỉ đến một thành viên trong gia đình khi nói chuyện trực tiếp với người đó hay một người thứ ba khác trong gia đình. Tuy nhiên, dấu gạch nối giữa danh xưng và kính ngữ không được sử dụng. San là hậu tố phổ biến nhất, "mẹ" trở thành Okasan (お母さん) và "anh trai" trở thành Onīsan (お兄さん). Các kính ngữ -chan và -sama cũng có thể được sử dụng thay thế -san, để thể hiện mức độ gần gũi hoặc tôn kính, tương ứng.
Nguyên tắc chung là một thành viên nhỏ tuổi hơn nói đến một thành viên lớn tuổi hơn phải sử dụng một hình thức kính ngữ, trong khi các thành viên lớn tuổi gọi có thể gọi người nhỏ tuổi hơn chỉ bằng tên.
Hình thức danh xưng trong gia đình gồm:
- Otōsan (お父さん): cha. Danh từ là chichi (父?).
  - Ojisan (叔父さん／小父さん／伯父さん): chú, bác, cậu, hoặc một "người đàn ông trung niên".
  - Ojīsan (お祖父さん／御爺さん／お爺さん／御祖父さん): ông, hoặc một "người nam giới lớn tuổi".
- Okāsan (お母さん): mẹ. Danh từ là haha (母?).
  - Obasan (伯母さん／小母さん／叔母さん): cô, dì hoặc một "người phụ nữ trung niên".
  - Obāsan (お祖母さん／御祖母さん／御婆さん／お婆さん): bà, hoặc một "người nữ giới lớn tuổi".
- Onīsan (お兄さん): anh, hoặc một "người nam giới trẻ tuổi". Danh từ là ani (兄?).
- Onēsan (お姉さん): chị, hoặc một "người nữ giới trẻ tuổi". Danh từ là ane (姉?).

Tiền tố o- (お) bản thân nó là một kính ngữ. Trong những tình huống bình thường hơn người nói có thể bỏ qua tiền tố này nhưng vẫn sẽ giữ lại hậu tố.
- Nīchan (兄ちゃん) hoặc Nīsan (兄さん): khi một người em gọi anh của mình.
- Nēchan (姉ちゃん) hoặc Nēsan (姉さん): khi một người em gọi chị của mình.
- Kāsan (母さん): khi một người nam gọi vợ mình, ("mẹ" bọn trẻ).
- Bāchan (祖母ちゃん): khi người cháu gọi bà của mình.

### Ngôn ngữ khác
- Kính ngữ tiếng Trung
- Kính ngữ tiếng Hàn
- Danh hiệu tiếng Trung